# Chromatomyia paraciliata
Chromatomyia paraciliata este o specie de muște din genul Chromatomyia, familia Agromyzidae, descrisă de Godfray în anul 1985. Conform Catalogue of Life specia Chromatomyia paraciliata nu are subspecii cunoscute.